# Serralada del Hàjar
La serralada del Hàjar (àrab: جبال حجر, jibāl Ḥajar, literalment ‘muntanyes de Pedra’) és una cadena muntanyosa de la península Aràbiga repartida entre el nord-est d'Oman i l'est dels Emirats Àrabs Units, que separa les terres més planes de la costa del golf d'Oman de l'altiplà desèrtic central. Es troba entre 50 i 100 km a l'interior des de la costa del golf.
Les muntanyes s'estenen del nord, als Emirats, seguint la costa i fins a l'extrem nord-est d'Oman; les muntanyes de més al nord, als Emirats i a la península de Musandan, formen part de la cadena separada de Rus al-Jabal.
Les muntanyes del nord (Hàjar al-Gharbi) a la zona entre els Emirats i Oman, continuen cap al sud-est, sempre seguint la costa; la part central és el Jabal Akhdar, la part de major altura i més agresta d'Oman, i on hi ha el cim més alt d'Oman. El Jabal Akhdar i la més petita serralada de Jabal Nakhl, estan vorejats al sud per la vall baixa de Samail (que porta al nord-est a Mascat). A l'est de la vall de Samail hi ha les muntanyes Hàjar orientals (Hàjar aix-Xarqi) que segueixen a l'est, ja molt properes a la costa, fins a la ciutat de Sur.
La terra costanera entre les muntanyes i el golf és anomenada Al Batinah (‘el Davant’), i la terra de les muntanyes Adh Dhahirah (‘l'Esquena’).